# Skymning

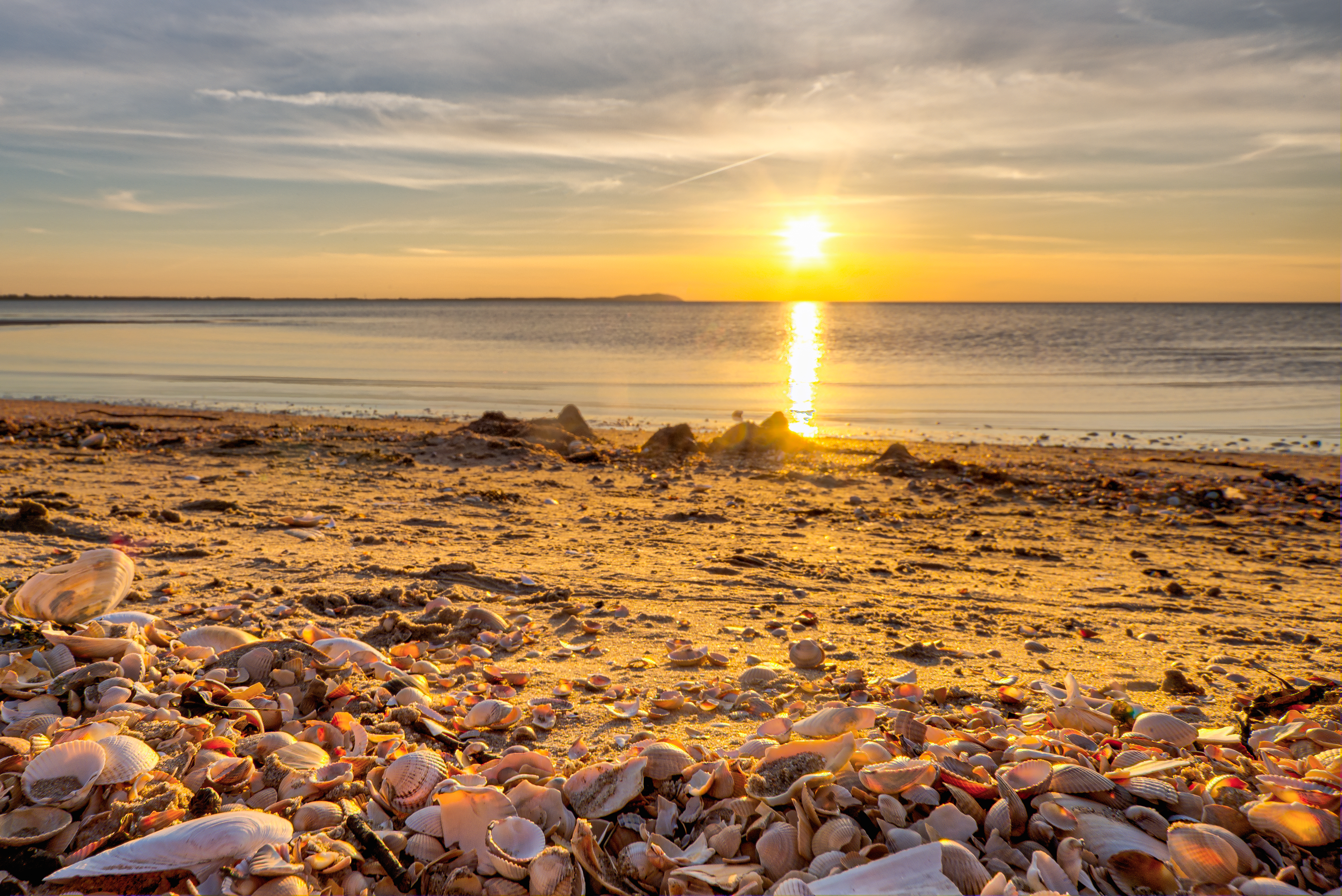
Skymning över Skälderviken utanför Ängelholm i maj 2023

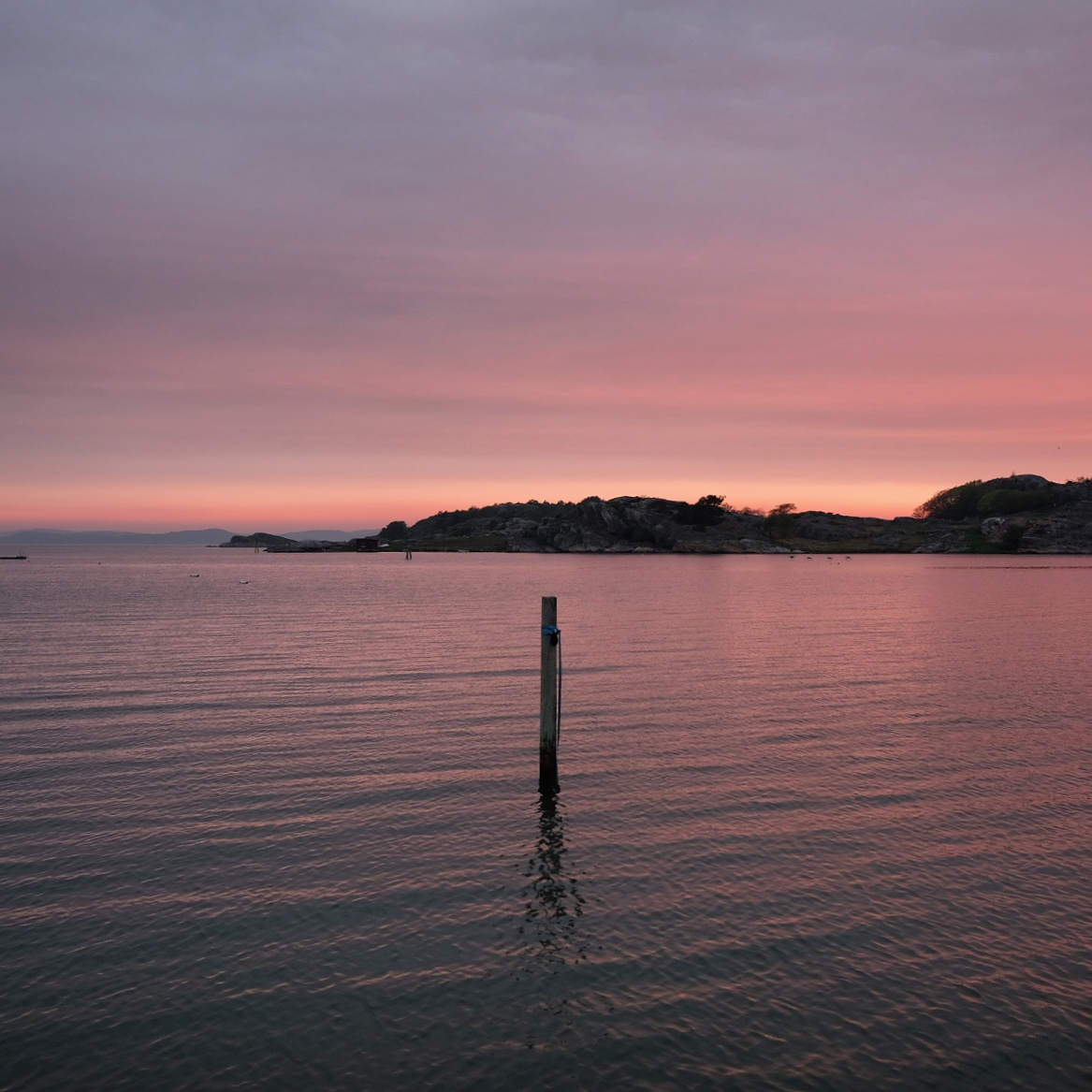
Skymning utanför Timmervik 2017.

Skymning inträder när dag går mot natt, då solen passerar horisonten och solskivan endast delvis är synlig.
På grund av ljusets brytning i atmosfären har solen rent geometriskt kommit en bit under horisonten, när den från jorden tyckes ligga precis vid horisonten.
Man skiljer mellan olika sorters skymning:
- Borgerlig skymning – råder då solen ligger 0–6° under horisonten. Detta avspeglar ungefär spannet då det även utan dagsljus går att läsa en normal text utan extra belysning.

- Nautisk skymning – råder då solen ligger 6–12° under horisonten. Detta anger det ungefärliga spann då det även utan dagsljus är möjligt att på havet urskilja horisonten vid användande av sextant.

- Astronomisk skymning – råder då solen ligger 12–18° under horisonten. Detta anger det ungefärliga spann då den synliga atmosfären från platsen i fråga är belyst av solen. Efter denna gräns (på kvällen) eller före denna gräns (på morgonen) kan även de svagaste stjärnorna som är synliga för blotta ögat ses.

- Amatörastronomisk skymning – är ett informellt begrepp, och gränsen för den går ungefär då solen ligger 15° under horisonten. Då är himlen inte helt mörk, men tillräckligt mörk för alla utom de allra mest krävande himmelsobservationerna.

Måttet för solens läge, höjden över horisonten, tas vid solskivans centrum. Tidpunkten för soluppgång resp solnedgång blir den tidpunkt då precis halva solskivan ligger över horisonten och den andra halvan under.
Den tid det tar för solskivan att "stiga upp ur havet" resp "sjunka ner i havet" varierar starkt allt efter ortens läge på jorden. Nära ekvatorn går det mycket snabbt, på bara några få minuter växlas mellan fullt dagsljus och svart natt, och denna tid är densamma hela året. Ju närmre man kommer mot polerna, dess längre tid varar skymningsperioden, och den är årstidsberoende. Norr om norra polcirkeln och söder om södra polcirkeln kan vissa tider på året skymning råda flera dagar i följd. Andra tider på året råder hela dygnet natt. Ett halvår senare är det dag hela dygnet.
Att solen själv och naturen skimrar i orange vid soluppgång och solnedgång beror på att olika delfärger i solljusets spektrum bryts olika mycket vid genomgången av atmosfären.
När solen i skymningstid står nära horisonten tycks den vara mycket större än mitt på dagen. Det är en synvilla, som undgås t.ex. genom att man ställer sig med ryggen mot solen, böjer sig nedan och tittar på den mellan sina egna ben. [källa behövs] Motsvarande synvilla uppstår vid solens uppgång samt vid månens upp- och nedgång.
Tussmörker är ett lite ålderdomligt ord för de mörkare delarna av skymningen och gryningen, då stjärnorna syns på himlen medan himlen ännu inte är helt mörk. Ordet används sällan i svenskan nuförtiden, men motsvarande ord i norskan och danskan används betydligt oftare.
Motsvarande tid på dygnet då natt går mot dag kallas för gryning.